# Libertador (Baralt)
Pour les articles homonymes, voir Libertador.
Libertador est l'une des six paroisses civiles de la municipalité de Baralt dans l'État de Zulia au Venezuela. Son chef-lieu est Mene Grande.

## Géographie

### Situation

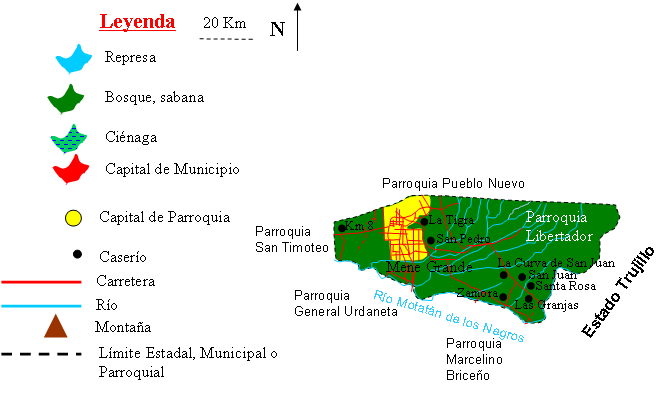
Carte simplifiée de la paroisse civile.

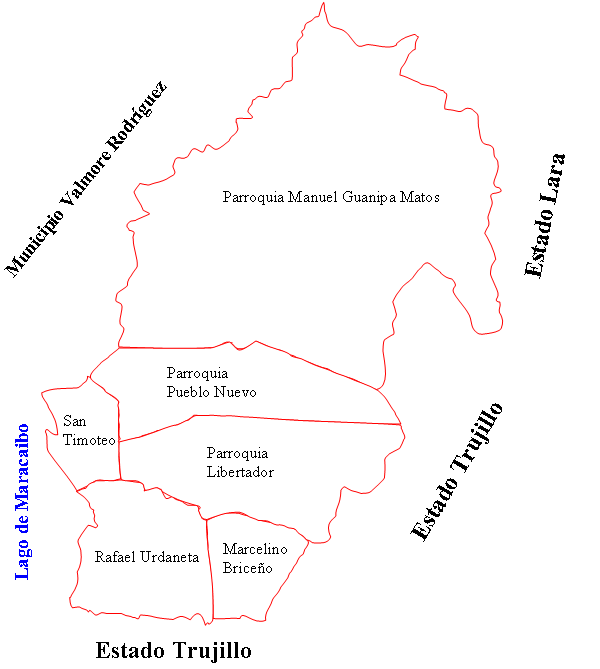
Localisation de la paroisse civile au sein de la municipalité.

La paroisse civile est située au centre oriental de la municipalité. Sa limite méridionale avec les paroisses civiles de General Urdaneta et Marcelino Briceño est marquée par le río Motatán de los Negros.

### Urbanisation
Son chef-lieu est la localité de Mene Grande et ses villes principales les localités de La Tigra, San Pedro, Zamora, La Curva de San Juan, San Juan, Santa Rosa et Las Granjas.